# Inositolo 1-metiltransferasi
La inositolo 1-metiltransferasi è un enzima appartenente alla classe delle transferasi, che catalizza la seguente reazione:
S-adenosil-L-metionina + mio-inositolo ⇄ S-adenosil-L-omocisteina + 1D-1-O-metil-mio-inositolo